# Bredbladet pilblad
Bredbladet Pilblad (Sagittaria latifolia) er en flerårig urteagtig plante, der danner tæppeagtige bevoksninger. Planten danner  tynde udløbere, som danner rodknolde på størrelse med golfbolde. Knoldene er spiselige og har været udnyttet af den oprindelige befolkning i Amerika.

## Beskrivelse
Bladene sidder i en roset på en ganske kort, hårløs stængel eller direkte ved jorden. Bladene er helrandede og har en meget foranderlig form, spændende fra en helt smal pilform til en bred kileform. Undervandsblade er dog båndformede. Bladribberne er parallelle, og bladkødet er svampet og tykt. Begge bladsider er lyst græsgrønne. 
Blomstringen sker i juli-september, hvor de hanlige blomster kendes på deres buskede, gule støvdragere, mens de hunlige har en ophovnet, grønlig frugtknude i midten. Begge slags blomster er regelmæssige og 3-tallige med tre hvide blosterblade. Frugterne er trerummede kapsler med mange frø.
Rodnettet består af trævlede rødder og nogle meget lange, tynde udløbere, som danner rodknolde på størrelse med en golfkugle. Knoldene er spiselige og har været udnyttet af den oprindelige befolkning.
Højde x bredde og årlig tilvækst: 0,75 x 0,50 m (75 x 50 cm/år).

## Hjemsted
Arten er udbredt over det meste af det tempererede Nordamerika, Mexico, Hawaii og det nordlige Sydamerika. Den er nøje knyttet til vådområder, og tåler både stillestående og stærkt strømmende vand, fuldstændig nedsænkning og tørlægning. Arten er knyttet til et højt indhold af fosfater og hårdt vand. Den er naturaliseret flere steder i Europa, hvor den anses for at være en invasiv art. 
I Hiawatha Indian Reserve Marsh, som ligger i Peterborough County tæt på Lake Ontario, Canada, findes arten på en kyststrimmel mellem en sø og sumpen sammen med bl.a. Kattehale, Bidens frondosa (en art af Brøndsel), Grå-El, Impatiens biflora (en art af Balsamin), Kærmysse, Mose-Pors, Pile-Kornel, Sølv-Løn (unge planter) og Urtica gracilis (en art af Nælde)
| Portal | Portal:Botanik |

## Note
1. ↑  nhic.mnr.gov.on.ca: Ministry of Natural Resources: Hiawatha Indian Reserve Marsh (engelsk)